# Bongeia puncticollis
Bongeia puncticollis är en insektsart som beskrevs av Sjöstedt 1902. Bongeia puncticollis ingår i släktet Bongeia och familjen vårtbitare. Inga underarter finns listade i Catalogue of Life.